# Giải của Hội phê bình phim Boston cho nam diễn viên chính xuất sắc nhất
Giải của Hội phê bình phim Boston cho nam diễn viên chính xuất sắc nhất là một trong các giải của Hội phê bình phim Boston dành cho nam diễn viên chính trong một phim, được bầu chọn là xuất sắc nhất.
Dưới đây là danh sách các người đoạt giải:

### Thập niên 1980
| Năm  | Người đoạt giải | Phim               | Vai diễn                        |
| ---- | --------------- | ------------------ | ------------------------------- |
| 1980 | Robert De Niro  | Raging Bull        | Jake LaMotta                    |
| 1981 | Burt Lancaster  | Atlantic City      | Lou Pascal                      |
| 1982 | Dustin Hoffman  | Tootsie            | Michael Dorsey/Dorothy Michaels |
| 1983 | Eric Roberts    | Star 80            | Paul Snider                     |
| 1984 | Haing Ngor      | The Killing Fields | Dith Pran                       |
| 1985 | Jack Nicholson  | Prizzi's Honor     | Charley Partanna                |
| 1986 | Bob Hoskins     | Mona Lisa          | George                          |
| 1987 | Albert Brooks   | Broadcast News     | Aaron Altman                    |
| 1988 | No information  | No information     | No information                  |
| 1989 | No information  | No information     | No information                  |

### Thập niên 1990
| Năm  | Người đoạt giải   | Phim                      | Vai diễn              |
| ---- | ----------------- | ------------------------- | --------------------- |
| 1990 | Jeremy Irons      | Reversal of Fortune       | Claus von Bülow       |
| 1991 | Nick Nolte        | The Prince of Tides       | Tom Wingo             |
| 1992 | Denzel Washington | Malcolm X                 | Malcolm X             |
| 1993 | Daniel Day-Lewis  | In the Name of the Father | Gerry Conlon          |
| 1994 | Albert Finney     | The Browning Version      | Andrew Crocker-Harris |
| 1995 | Nicolas Cage      | Leaving Las Vegas         | Ben Sanderson         |
| 1996 | Geoffrey Rush     | Shine                     | David Helfgott        |
| 1997 | Al Pacino         | Donnie Brasco             | Benjamin Ruggiero     |
| 1998 | Brendon Gleeson   | The General               | Martin Cahill         |
| 1999 | Jim Carrey        | Man on the Moon           | Andy Kaufman          |

### Thập niên 2000
| Năm  | Người đoạt giải        | Phim                        | Vai diễn           |
| ---- | ---------------------- | --------------------------- | ------------------ |
| 2000 | Colin Farrell          | Tigerland                   | Roland Bozz        |
| 2001 | Denzel Washington      | Training Day                | Alonzo Harris      |
| 2002 | Adrien Brody           | The Pianist                 | Władysław Szpilman |
| 2003 | Bill Murray            | Lost in Translation         | Bob Harris         |
| 2004 | Jamie Foxx             | Ray                         | Ray Charles        |
| 2005 | Philip Seymour Hoffman | Capote                      | Truman Capote      |
| 2006 | Forest Whitaker        | The Last King of Scotland   | Idi Amin           |
| 2007 | Frank Langella         | Starting Out in the Evening | Leonard Schiller   |
| 2008 | Sean Penn              | Milk                        | Harvey Milk        |
| 2008 | Mickey Rourke          | The Wrestler                | Randy Robinson     |